# Thor Delta C
Thor Delta C – amerykańska rakieta nośna z rodziny Thor. Istniały jej dwa warianty: C (10 startów) i C1 (3 starty).

## Wariant C

### Chronologia startów
1. 27 listopada 1963, 02:30 GMT; s/n 387/D21; miejsce startu: Cape Canaveral Air Force Station (LC17B), Stany Zjednoczone
Ładunek: Explorer 18; Uwagi: start udany
2. 4 października 1964, 03:45 GMT; s/n 392/D26; miejsce startu: Cape Canaveral Air Force Station (LC17A), Stany Zjednoczone
Ładunek: Explorer 21; Uwagi: start udany
3. 21 grudnia 1964, 09:00 GMT; s/n 393/D27; miejsce startu: Cape Canaveral Air Force Station (LC17A), Stany Zjednoczone
Ładunek: Explorer 26; Uwagi: start udany
4. 22 stycznia 1965, 07:52 GMT; s/n 374/D28; miejsce startu: Cape Canaveral Air Force Station (LC17A), Stany Zjednoczone
Ładunek: TIROS 9; Uwagi: start udany
5. 3 lutego 1965, 16:36 GMT; s/n 411/D29; miejsce startu: Cape Canaveral Air Force Station (LC17B), Stany Zjednoczone
Ładunek: OSO 2; Uwagi: start udany
6. 29 maja 1965, 12:00 GMT; s/n 441/D31; miejsce startu: Cape Canaveral Air Force Station (LC17B), Stany Zjednoczone
Ładunek: Explorer 28; Uwagi: start udany
7. 2 lipca 1965, 04:07 GMT; s/n 415/D32; miejsce startu: Cape Canaveral Air Force Station (LC17B), Stany Zjednoczone
Ładunek: TIROS 10; Uwagi: start udany
8. 25 sierpnia 1965, 15:17 GMT; s/n 434/D33; miejsce startu: Cape Canaveral Air Force Station (LC17B), Stany Zjednoczone
Ładunek: OSO C; Uwagi: start nieudany – przedwczesne włączenie się 3. członu
9. 3 lutego 1966, 07:41 GMT; s/n 445/D36; miejsce startu: Cape Canaveral Air Force Station (LC17A), Stany Zjednoczone
Ładunek: ESSA 1; Uwagi: start udany
10. 8 marca 1967, 16:12 GMT; s/n 431/D46; miejsce startu: Cape Canaveral Air Force Station (LC17A), Stany Zjednoczone
Ładunek: OSO 3; Uwagi: start udany

## Wariant C1
Wariant ze zmienionym ostatnim członem.

### Chronologia startów
1. 25 maja 1966, 14:00 GMT; s/n 436/D38; miejsce startu: Cape Canaveral Air Force Station (LC17B), Stany Zjednoczone
Ładunek: AE-B; Uwagi: start udany
2. 18 października 1967, 15:58 GMT; s/n 490/D53; miejsce startu: Cape Canaveral Air Force Station (LC17B), Stany Zjednoczone
Ładunek: OSO 4; Uwagi: start udany
3. 22 stycznia 1969, 16:48 GMT; s/n 487/D64; miejsce startu: Cape Canaveral Air Force Station (LC17B), Stany Zjednoczone
Ładunek: OSO 5; Uwagi: start udany